# Sergueï Avdeïev
Pour les articles homonymes, voir Avdeïev.
Sergueï Vassilievitch Avdeïev (en russe : Сергей Васильевич Авдеев), est un cosmonaute russe, né le 1er janvier 1956 à Tchapaïevsk, en RSFS de Russie (Union soviétique).

## Formation
Sergueï Avdeïev est diplômé de l'institut de Technologie de Moscou en 1979. Il est un ingénieur-physicien. De 1979 à 1987 il a travaillé en tant qu'ingénieur pour NPO Energia.
Choisi comme cosmonaute en tant qu'élément du groupe 9 d'ingénieur d'Energia - 26 mars 1987. Sa formation de base de cosmonaute s'est déroulée de décembre 1987 à juillet 1989.

## Activités de spationaute
Il était le détenteur du record cumulatif de temps passé dans l'espace avec 747,59 jours (747 jours, 14 heures, 14 minutes et 9 secondes) à orbiter autour de la Terre, accumulée en 3 séjours séparés à bord de la station spatiale Mir avant d'être battu par ses compatriotes Sergueï Krikaliov (le 16 août 2005) puis Guennadi Padalka (le 12 septembre 2015).
Il s'est retiré en tant que cosmonaute le 14 février 2003.

### Vols
- Soyouz TM-15 - 27 juillet 1992 au 1er février 1993 - 188 jours, 21 heures, 41 minutes et 15 secondes, en tant que membre de l'expédition Mir EO-12
- Soyouz TM-22 - 3 septembre 1995 au 29 février 1996 - 179 jours, 1 heure, 41 minutes et 45 secondes, en tant que membre de l'expédition Mir EO-20
- Soyouz TM-28 - Soyouz TM-29 - 13 août 1998 au 28 août 1999 - 379 jours, 14 heures, 51 minutes et 9 secondes, en tant que membre de l'expédition Mir EO-26/27

### Sorties extravéhiculaires: 42 heures et 2 minutes
- 1. MIR EO-12 - 3 septembre 1992 - 3 heures, 56 minutes
- 2. MIR EO-12 - 7 septembre 1992 - 5 heures, 8 minutes
- 3. MIR EO-12 - 11 septembre 1992 - 5 heures, 44 minutes
- 4. MIR EO-12 - 15 septembre 1992 - 3 heures, 33 minutes
- 5. MIR E0-20 - 20 octobre 1995 - 5 heures, 11 minutes
- 6. MIR EO-20 - 8 décembre 1995 - 0 heure, 37 minutes
- 7. MIR EO-26 - 15 septembre 1998 - 0 heure, 30 minutes
- 8. MIR EO-26 - 17 novembre 1998 - 5 heures, 54 minutes
- 9. MIR EO-27 - 23 juillet 1999 - 6 heures, 7 minutes
- 10. MIR EO-27 - 28 juillet 1999 - 5 heures, 22 minutes